# Manos torpes
Manos torpes es una película española del año 1969, protagonizada por el famoso actor Peter Lee Lawrence y dirigida por el director madrileño Rafael Romero Marchent, con su hermano Joaquín Luis Romero Marchent como guionista. Está enmarcada dentro del subgénero del spaghetti western y la banda sonora de la película corre a cargo del famoso compositor aragonés Antón García Abril.
Fue un éxito en las taquillas en el momento de su estreno, llegando a recaudar la cantidad de 128.679,32 €.

## Argumento
Un niño, Peter, ve morir a su padre a manos de un cazador de recompensas, y toda su vida estará obsesionado por el pensamiento de vengar esa muerte. Cuando se convierte en un joven, él trabaja al servicio del ranchero Warren, que tiene una hija de la que se enamora y viceversa. Sin embargo su padre quiere casarla con un hacendado más poderoso, Johnny, para así asegurarse el agua que él controla en la región, el cual está encaprichado con ella. Por ello Peter contrae matrimonio en secreto con ella. 
Sin embargo Warren, en represalia por lo ocurrido, hace que el joven sea apaleado y abandonado en el desierto para que muera. Cuando la muerte está próxima, Peter reconoce en la cara de la persona que le salva la vida al asesino de su padre: el cazador de recompensas Latimore. De momento Latimore le ayuda en su posterior venganza dándole un maestro experto en armas para que le enseñe a disparar. Gracias a ello consigue recuperar con las adquiridas habilidades a su esposa teniendo que matar a muchos para ello, entre ellos a Johnny. Luego huye con su esposa a un sitio escondido para tener una vida tranquila. 
Sin embargo, Peter recibe un precio a su cabeza por lo que hizo y cuando el precio por su cabeza sube como la espuma y Latimore se entera de ello, el duelo entre ambos pistoleros será inevitable. Ese enfrentamiento final a muerte en su escondite ocurre y Peter consigue matarlo, salvar su vida y con ello cerrar su pasado.

## Reparto
- Peter Lee Lawrence: Peter
- Alberto de Mendoza: Latimore
- Pilar Velázquez: Dorothy
- Aldo Sambrell: torturador
- Luis Induni: Charly
- Frank Braña: el jefe de los torturadores
- Antonio Casas: Warren
- Manuel de Blas: Johnny
- Yelena Samarina: Sra. Warren
- Beni Deus: Dueño del saloon

## Curiosidades
- En el transcurso de la película, cuando Latimore rescata a Peter en el desierto, es llevado por éste a casa de un amigo para que se recupere, y que pueda así convertir sus torpes manos armadas con un revólver en una infalible máquina de matar que le facilitará su venganza. Curiosamente, para conseguir esta transformación, y como si de un "Karate Kid" del Oeste se tratara, es entrenado por un viejo chino, antiguo maestro del pistolero cazarrecompensas.
- Los interiores de la película fueron grabados en los estudios Profilm 21 de Madrid, mientras que los exteriores se grabaron en el desierto almeriense de Tabernas.

## Títulos para el estreno
- "Awkward Hands"
- "Quando Sartana impugnò la Colt"
- "When Sartana Grips the Colt" / "Clumsy Hands"